# Arbeitsgericht Essen

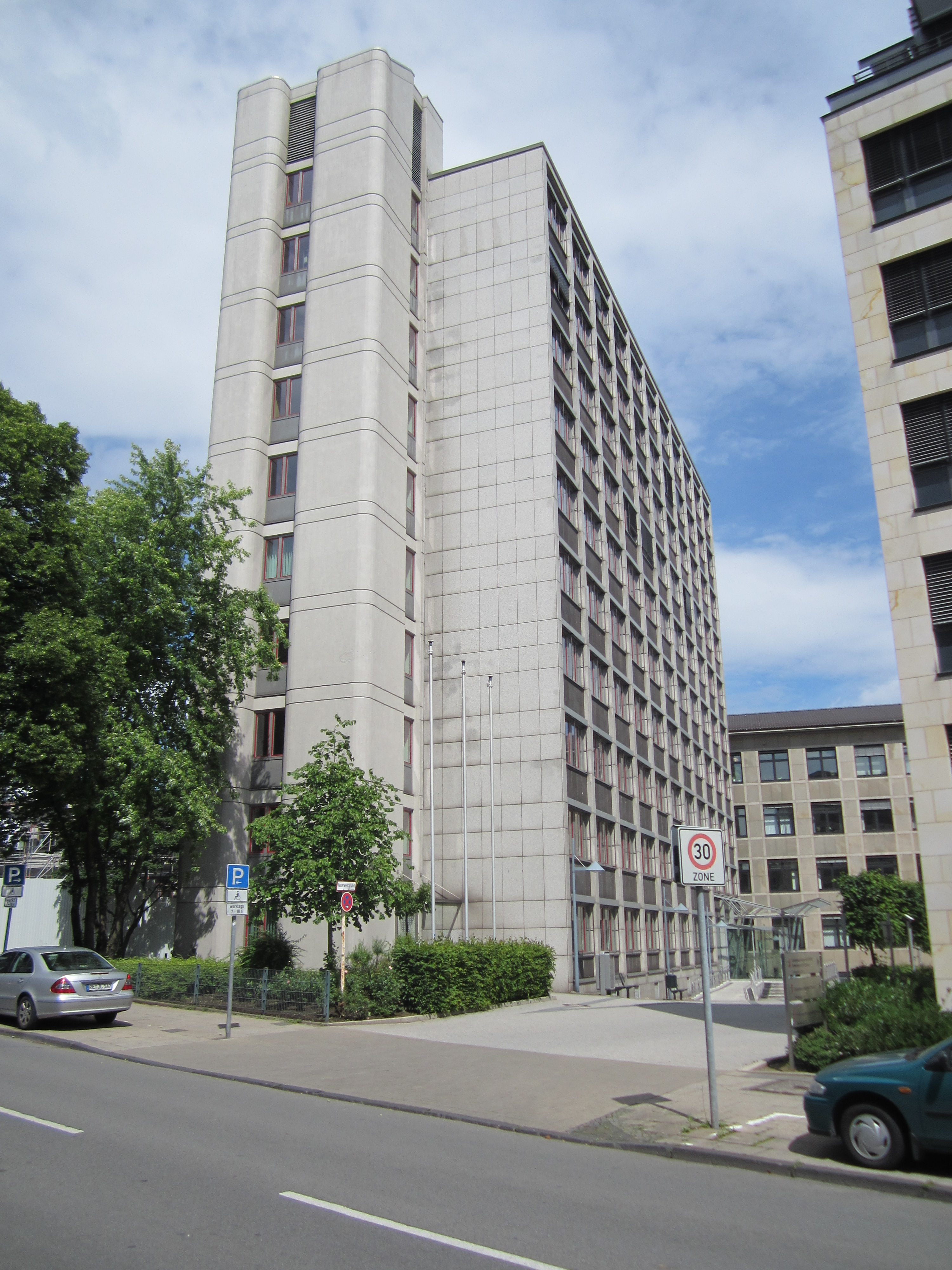
Ehemaliges Gebäude des Arbeitsgerichts Essen (jetzt des Landessozialgerichts Nordrhein-Westfalen) in Essen-Rüttenscheid

Das Arbeitsgericht Essen, ein Gericht der Arbeitsgerichtsbarkeit, ist eines der dreißig nordrhein-westfälischen Arbeitsgerichte. Bei ihm sind sechs Kammern gebildet.

## Gerichtssitz und -bezirk
Das Gericht hat seinen Sitz in Essen in der Zweigertstraße 52 im Justizzentrum Essen.
Das Arbeitsgericht Essen ist örtlich zuständig für Rechtsstreitigkeiten aus der Stadt Essen.
Die sachliche Zuständigkeit ergibt sich aus dem Arbeitsgerichtsgesetz.

## Übergeordnete Gerichte
Dem Arbeitsgericht Essen sind das Landesarbeitsgericht Düsseldorf und im weiteren Rechtszug das Bundesarbeitsgericht übergeordnet.

## Geschichte
Gemäß Arbeitsgerichtsgesetz vom 23. Dezember 1926 wurden in Deutschland Arbeitsgerichte gebildet. Diese waren nur in der ersten Instanz organisatorisch selbstständige Gerichte, die Landesarbeitsgerichte waren den Landgerichten zugeordnet. Am Landgericht Essen entstand so 1927 das Landesarbeitsgericht Essen als eines von fünf Landesarbeitsgerichten im Bezirk des Oberlandesgerichtes Hamm. In Essen entstand das Arbeitsgericht Essen. Sein Sprengel umfasste die Bezirke der Amtsgerichte Essen, Essen-Vorbeck, Stele und Werden. Es bestand jeweils eine Kammer für Arbeiter, für Angestellte und für Handwerk. Daneben bestand eine Kammer für die Mitarbeiter der Reichsbahndirektion Essen.
Nach der Besetzung Deutschlands durch die Alliierten wurden 1945 zunächst alle Gerichte geschlossen. Die ordentlichen Gerichte wurden schon bald wieder eröffnet, während die Arbeitsgerichte zunächst nicht wieder eingerichtet wurden, so dass arbeitsgerichtliche Streitigkeiten von den ordentlichen Gerichten erledigt werden mussten. Gemäß Kontrollratsgesetz 21 vom 30. März 1946 sollten in Deutschland Arbeitsgerichte aufgebaut werden. Das Arbeitsgericht Essen entstand so neu.